# ピエーヴェ・ディ・コリアーノ
ピエーヴェ・ディ・コリアーノ（伊: Pieve di Coriano）は、イタリア共和国ロンバルディア州マントヴァ県ボルゴ・マントヴァーノにある分離集落（フラツィオーネ）。
かつては独立した自治体（コムーネ）であったが、2018年1月1日、レーヴェレ、ヴィッラ・ポーマと合併し、新自治体の一部となった。

## 地理

### 位置・広がり

#### 隣接コムーネ
コムーネとしてのピエーヴェ・ディ・コリアーノは、以下のコムーネと隣接していた。
- レーヴェレ
- ヴィッラ・ポーマ
- セッラヴァッレ・ア・ポー
- オスティーリア
- スキヴェノーリア
- ポッジョ・ルスコ
- クインジェントレ